# Bahía Blanca partido
Bahía Blanca  egy partido (körzet) Argentínában a Buenos Aires tartományban. A fővárosa Bahía Blanca.

## Települések
Városok
| - Bahía Blanca - General Daniel Cerri - Cabildo | - Grünbein - Ingeniero White |

Falvak ( Parajes)
| - Villa Bordeau - Villa Espora - Villa Harding Green | - Villa Stella Maris - Villa Nueva - Rosendo López |  |

## Népesség
| Népesség | 1.472 | 14.238   | 70.269   | 122.059 | 153.631 | 191.624 | 234.047 | 272.191 | 284.776 |
| Változás | -     | +867,25% | +393,53% | +73,70% | +25,86% | +24,73% | +22,13% | +16,29% | +4,62%  |